# Dick Beyer
Richard John "Dick" Beyer, maggiormente conosciuto con i ring name The Destroyer o Doctor X (Buffalo, 11 luglio 1930 – Akron, 7 marzo 2019), è stato un wrestler statunitense.

## Carriera

### Worldwide Wrestling Associates

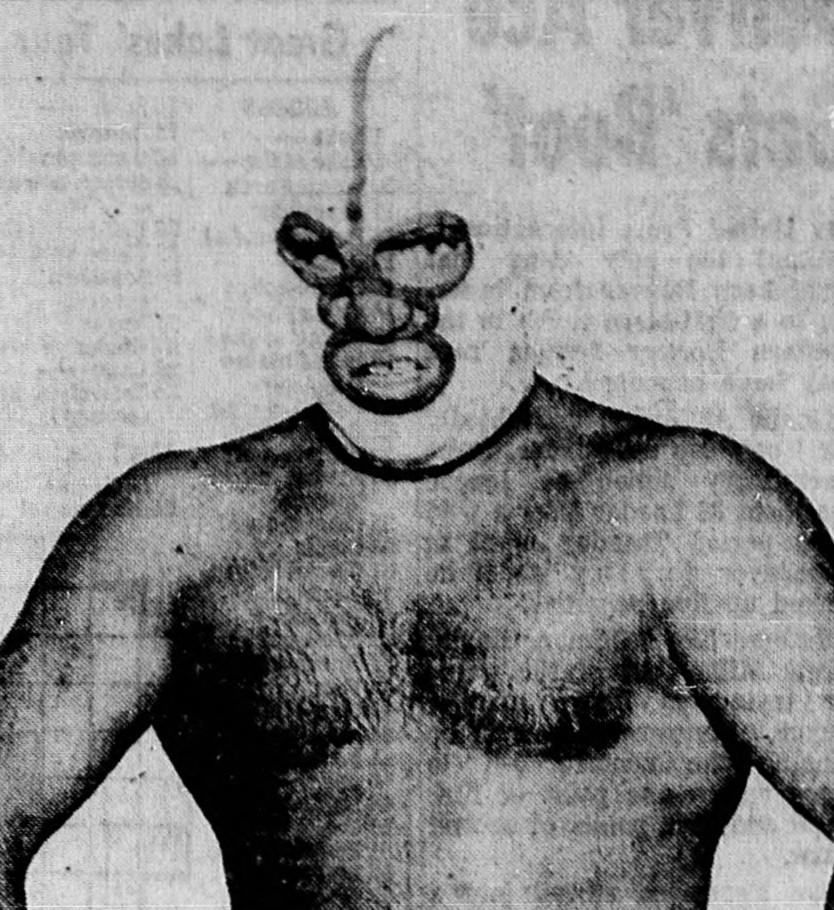
The Destroyer (1964)

Beyer debuttò a metà anni cinquanta come "babyface". La sua carriera come wrestler mascherato chiamato The Destroyer, iniziò nel 1962 a Los Angeles. La sua mossa finale era la "figure-four-leg-lock" alla quale ricorse il 27 luglio 1962 per vincere il titolo Worldwide Wrestling Associates (WWA) sconfiggendo Freddie Blassie. Beyer difese la cintura per dieci mesi.
All'inizio del 1963, affrontò Giant Baba in tre match da tutto esaurito all'Olympic Auditorium di Los Angeles. Nel maggio 1963, Beyer si recò in Giappone per la prima volta, per combattere contro Rikidōzan. Nel giugno 1964, fece ritorno a Los Angeles dove sconfisse Dick the Bruiser aggiudicandosi un altro titolo WWA. Beyer perse il titolo contro Bob Ellis a settembre, lo riconquistò a novembre, prima di cederlo definitivamente a Pedro Morales nel marzo 1965.

### American Wrestling Association

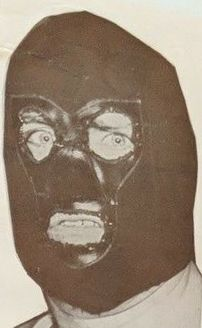
Dr. X nel 1969

Tra il 1966 e il 1972, Beyer lottò con il ring name Doctor X nella zona di Minneapolis, anche se era conosciuto dappertutto come "The Destroyer". Durante il periodo "Doctor X", Beyer si scontrò con numerosi wrestler di alto profilo incluso suo cognato nella vita reale, Billy Red Lyons. Infatti, fu proprio Lyons ad infliggere la prima sconfitta a Doctor X nella American Wrestling Association (AWA). Il 17 agosto 1968 Doctor X sconfisse Verne Gagne vincendo il suo primo ed unico titolo AWA World Heavyweight Championship. Nell'agosto 1970, Dr. X si tolse la maschera in pubblico per avere l'opportunità di vendicarsi del suo ex partner di coppia Blackjack Lanza. Si fermò al centro del ring accanto all'annunciatore Marty O'Neill, si tolse la maschera, la diede al promoter Eddie Williams, e lottò nel match come Dick Beyer.
In altri territori della AWA, venne invece "smascherato" da Lanza e Paul Diamond. In questi match, fu rivelato che il suo nome era Bruce Marshall. Il motivo per il quale Beyer volle perdere la maschera sul ring era che, lui e la famiglia erano in procinto di partire per un tour mondiale, dove egli avrebbe potuto combattere nuovamente come The Destroyer. Si è inoltre speculato per diversi anni, che Beyer avesse lasciato la AWA sin dall'agosto 1970 e che fosse stato sostituito dal "jobber" Bobby Jones che avrebbe indossato la sua maschera negli incontri successivi.

### Giappone e Canada
A partire dal 1973, Beyer lottò in Giappone per sei anni di fila, in accordo con Giant Baba e la NTV di Tokyo. Durante questo periodo, ebbe un feud con Mil Máscaras che si sviluppò nel corso di sette match. Inoltre, Beyer aiutò a promuovere la All Japan Pro Wrestling (AJPW) e divenne una nota personalità televisiva dello show serale chiamato Uwasa No Channel. Detenne il PWF United States Championship fino al 1979, quando lasciò la compagnia e il titolo venne dismesso.

## Attività post-wrestling
Nel 1984 Beyer entrò in semi-ritiro dal ring, e si ritirò definitivamente nel 1993. Nel periodo 1984-95, insegnò educazione fisica, nuoto e wrestling presso una scuola di Akron, New York. Il 27 marzo 2010 ha introdotto Gorgeous George nella WWE Hall of Fame.
Il 27 agosto 2011, Beyer, insieme al figlio, è tornato in Giappone per prendere parte all'evento di beneficenza "All Together" promosso da AJPW, New Japan Pro-Wrestling e Pro Wrestling Noah. Beyer, con la maschera di Destroyer, ha presentato e condotto la "Destroyer Cup" consegnando il trofeo al vincitore, Kentaro Shiga. Nel 2013, Beyer ha aperto il Destroyer Park Golf ad Akron; il primo corso di Park golf degli Stati Uniti.
Il 4 novembre 2017, è stato annunciato che Dick Beyer avrebbe ricevuto l'Ordine del Sol Levante, V Classe, una delle più alte onorificenze del governo giapponese, con la motivazione "una vita spesa a promuovere buoni rapporti e scambi culturali reciproci tra Giappone e Stati Uniti".

## Morte
Beyer è deceduto il 7 marzo 2019 ad Akron (New York), all'età di 88 anni.

## Personaggio
Mossa finale
- Figure-four-leg-lock

## Titoli e riconoscimenti
- All Japan Pro Wrestling
  - All Asia Tag Team Championship (1) - con Billy Red Lyons
  - PWF United States Heavyweight Championship (4)
  - January 2 Korakuen Hall Heavyweight Battle Royal (1979)[5]
- American Wrestling Alliance
  - AWA World Tag Team Championship (San Francisco version) (1) - con Billy Red Lyons
- American Wrestling Association
  - AWA World Heavyweight Championship (1)
- Cauliflower Alley Club
  - Iron Mike Mazurki Award (1996)
- Central States Wrestling
  - NWA United States Heavyweight Championship (Central States version) (1)
- Lutte Internationale
  - Canadian International Heavyweight Championship (1)
- NWA Big Time Wrestling
  - NWA World Tag Team Championship (Texas version) (1) - con Golden Terror
- NWA Los Angeles
  - NWA International Television Tag Team Championship (Los Angeles version) (1) - con Dan Moukian
- NWA Mid-Pacific Promotions
  - NWA North American Heavyweight Championship (Hawaii version) (1)
- Pacific Northwest Wrestling
  - NWA Pacific Northwest Heavyweight Championship (2)
  - NWA Pacific Northwest Tag Team Championship (3) - con Art Michalik (3)
- Professional Wrestling Hall of Fame and Museum
  - (Classe del 2005)
  - New York State Award (2003)
- Pro Wrestling Illustrated
  - Stanley Wetson Award (2017)[6]
- Tokyo Sports
  - Popularity Prize (1975)[7]
- World Wrestling Alliance (San Francisco)
  - WWA World Tag Team Championship (1) - con Billy Red Lyons
- Worldwide Wrestling Associates
  - WWA International Television Tag Team Championship (1) - con Don Manoukian
  - WWA World Heavyweight Championship (3)
  - WWA World Tag Team Championship (2) - con Hard Boiled Haggerty
- Wrestling Observer Newsletter
  - Wrestling Observer Newsletter Hall of Fame (Classe del 1996)